# Ecuador en la Copa Mundial de Fútbol de 2002
La selección de Ecuador fue uno de los 32 equipos participantes en la Copa Mundial de Fútbol de 2002, torneo que se llevó a cabo del 31 de mayo al 30 de junio en Corea del Sur y Japón.
Fue su primera participación en la fase final de una Copa Mundial de Fútbol, en la que formó parte del Grupo G, junto a Italia, Croacia y México.
Ecuador clasificó directamente a la Copa Mundial de Fútbol al obtener el segundo lugar del grupo eliminatorio tras empatar 1-1 contra Uruguay en Quito. Buena parte de su clasificación se debió al gran desempeño como local (6 triunfos, 2 empates y una derrota), sumándo además tres importantes victorias de visitante: 2-1 en Lima sobre Perú, 2-1 en Maracaibo sobre Venezuela y una goleada a Bolivia de 5-1 en La Paz. Al finalizar dicha fase obtuvo 31 puntos tras 9 partidos ganados, 4 empatados y 5 perdidos.
El combinado tricolor, que disputó todos sus encuentros en tierras niponas, debutó perdiendo frente a la selección azzurra, entonces tricampeona del mundo. La posterior derrota con el cuadro azteca limitaría enormemente sus aspiraciones de avanzar de fase, lo que no evitó que venciera por un tanto a la selección croata, tercera del mundo en el certamen pasado. De esta manera quedó eliminada en la fase de grupos, obteniendo el puesto 24.º de la clasificación general.

## Clasificación

### Tabla de posiciones
| Equipo    | Pts | PJ | PG | PE | PP | GF | GC | Dif |
| --------- | --- | -- | -- | -- | -- | -- | -- | --- |
| Argentina | 43  | 18 | 13 | 4  | 1  | 42 | 15 | 27  |
| Ecuador   | 31  | 18 | 9  | 4  | 5  | 23 | 20 | 3   |
| Brasil    | 30  | 18 | 9  | 3  | 6  | 31 | 17 | 14  |
| Paraguay  | 30  | 18 | 9  | 3  | 6  | 29 | 23 | 6   |
| Uruguay   | 27  | 18 | 7  | 6  | 5  | 19 | 13 | 6   |
| Colombia  | 27  | 18 | 7  | 6  | 5  | 20 | 15 | 5   |
| Bolivia   | 18  | 18 | 4  | 6  | 8  | 21 | 33 | -12 |
| Perú      | 16  | 18 | 4  | 4  | 10 | 14 | 25 | -11 |
| Venezuela | 16  | 18 | 5  | 1  | 12 | 18 | 44 | -26 |
| Chile     | 12  | 18 | 3  | 3  | 12 | 15 | 27 | -12 |

### Primera ronda
| Fecha                   | Lugar        |           |                                 | Resultado |                                |           |
| ----------------------- | ------------ | --------- | ------------------------------- | --------- | ------------------------------ | --------- |
| 29 de marzo de 2000     | Quito        | Ecuador   | Archivo:Flag of Ecuador (1900)  | 2:0 (1:0) | Bandera de Venezuela (1930)    | Venezuela |
| 26 de abril de 2000     | São Paulo    | Brasil    |                                 | 3:2 (2:1) | Archivo:Flag of Ecuador (1900) | Ecuador   |
| 3 de junio de 2000      | Asunción     | Paraguay  | Archivo:Flag of Paraguay (1990) | 3:1 (2:0) | Archivo:Flag of Ecuador (1900) | Ecuador   |
| 29 de junio de 2000     | Quito        | Ecuador   | Archivo:Flag of Ecuador (1900)  | 2:1 (1:0) |                                | Perú      |
| 19 de julio de 2000     | Buenos Aires | Argentina |                                 | 2:0 (1:0) | Archivo:Flag of Ecuador (1900) | Ecuador   |
| 25 de julio de 2000     | Quito        | Ecuador   | Archivo:Flag of Ecuador (1900)  | 0:0       |                                | Colombia  |
| 16 de agosto de 2000    | Quito        | Ecuador   | Archivo:Flag of Ecuador (1900)  | 2:0 (1:0) |                                | Bolivia   |
| 3 de septiembre de 2000 | Montevideo   | Uruguay   |                                 | 4:0 (2:0) | Archivo:Flag of Ecuador (1900) | Ecuador   |
| 8 de octubre de 2000    | Quito        | Ecuador   | Archivo:Flag of Ecuador (1900)  | 1:0 (0:0) |                                | Chile     |

### Segunda ronda
| Fecha                   | Lugar     |           |                                | Resultado |                                 |           |
| ----------------------- | --------- | --------- | ------------------------------ | --------- | ------------------------------- | --------- |
| 15 de noviembre de 2000 | Maracaibo | Venezuela | Bandera de Venezuela (1930)    | 1:2 (0:2) | Archivo:Flag of Ecuador (1900)  | Ecuador   |
| 28 de marzo de 2001     | Quito     | Ecuador   | Archivo:Flag of Ecuador (1900) | 1:0 (0:0) |                                 | Brasil    |
| 24 de abril de 2001     | Quito     | Ecuador   | Archivo:Flag of Ecuador (1900) | 2:1 (1:1) | Archivo:Flag of Paraguay (1990) | Paraguay  |
| 2 de junio de 2001      | Lima      | Perú      |                                | 1:2 (1:1) | Archivo:Flag of Ecuador (1900)  | Ecuador   |
| 15 de agosto de 2001    | Quito     | Ecuador   | Archivo:Flag of Ecuador (1900) | 0:2 (0:2) |                                 | Argentina |
| 5 de septiembre de 2001 | Bogotá    | Colombia  |                                | 0:0       | Archivo:Flag of Ecuador (1900)  | Ecuador   |
| 6 de octubre de 2001    | La Paz    | Bolivia   |                                | 1:5 (0:2) | Archivo:Flag of Ecuador (1900)  | Ecuador   |
| 7 de noviembre de 2001  | Quito     | Ecuador   | Archivo:Flag of Ecuador (1900) | 1:1 (0:1) |                                 | Uruguay   |
| 14 de noviembre de 2001 | Santiago  | Chile     |                                | 0:0       | Archivo:Flag of Ecuador (1900)  | Ecuador   |

### Goleadores
| Jugador            | Goles | PJ |
| ------------------ | ----- | -- |
| Agustín Delgado    | 9     | 18 |
| Iván Kaviedes      | 3     | 12 |
| Álex Aguinaga      | 2     | 13 |
| Ulises de la Cruz  | 2     | 18 |
| Luis Gómez         | 1     | 2  |
| Eduardo Hurtado    | 1     | 4  |
| Wellington Sánchez | 1     | 5  |
| Ángel Fernández    | 1     | 8  |
| Ariel Graziani     | 1     | 8  |
| Édison Méndez      | 1     | 8  |
| Cléber Chalá       | 1     | 14 |

## Preparación

### Amistosos previos
| 12 de enero de 2002 | Ecuador             | 1:0 (0:0) | Guatemala | Estadio Modelo, Guayaquil, Ecuador                          |                                                             |
|                     | I. Hurtado 83' (p.) | Reporte   |           | Asistencia: 45 000 espectadores Árbitro(s): Rogger Zambrano | Asistencia: 45 000 espectadores Árbitro(s): Rogger Zambrano |

| 20 de enero de 2002 | Ecuador | 0:2 (0:2) | Haití                                      | Orange Bowl, Miami, Estados Unidos                        |                                                           |
|                     |         | Reporte   | É. Méndez 6' (a.g.) · E. Atis-Clotaire 44' | Asistencia: 12 253 espectadores Árbitro(s): Carlos Batres | Asistencia: 12 253 espectadores Árbitro(s): Carlos Batres |

| 22 de enero de 2002 | Canadá | 0:2 (0:0) | Ecuador                   | Orange Bowl, Miami, Estados Unidos                    |                                                       |
|                     |        | Reporte   | Á. Aguinaga 88' (p.), 93' | Asistencia: 3 827 espectadores Árbitro(s): Brian Hall | Asistencia: 3 827 espectadores Árbitro(s): Brian Hall |

| 12 de febrero de 2002 | Turquía | 0:1 (0:0) | Ecuador        | Fujifilm Stadion, Breda, Países Bajos                      |                                                            |
|                       |         | Reporte   | C. Tenorio 64' | Asistencia: 5 000 espectadores Árbitro(s): Jack van Hulten | Asistencia: 5 000 espectadores Árbitro(s): Jack van Hulten |

| 10 de marzo de 2002 | Estados Unidos | 1:0 (1:0) | Ecuador | Legion Field, Birmingham, Estados Unidos                    |                                                             |
|                     | E. Lewis 21'   | Reporte   |         | Asistencia: 24 133 espectadores Árbitro(s): Rodolfo Sibrián | Asistencia: 24 133 espectadores Árbitro(s): Rodolfo Sibrián |

| 27 de marzo de 2002 | Ecuador                               | 3:0 (1:0) | Bulgaria | Giants Stadium, East Rutherford, Estados Unidos             |                                                             |
|                     | I. Kaviedes 23', 81' · C. Tenorio 50' | Reporte   |          | Asistencia: 50 000 espectadores Árbitro(s): Michael Kennedy | Asistencia: 50 000 espectadores Árbitro(s): Michael Kennedy |

| 17 de abril de 2002 | Sudáfrica | 0:0     | Ecuador | Estadio La Condomina, Murcia, España                                 |                                                                      |
|                     |           | Reporte |         | Asistencia: 7 500 espectadores Árbitro(s): Julián Rodríguez Santiago | Asistencia: 7 500 espectadores Árbitro(s): Julián Rodríguez Santiago |

| 8 de mayo de 2002 | Ecuador        | 1:0 (0:0) | Yugoslavia | Giants Stadium, East Rutherford, Estados Unidos        |                                                        |
|                   | A. Delgado 69' | Reporte   |            | Asistencia: 36 540 espectadores Árbitro(s): Rich Grady | Asistencia: 36 540 espectadores Árbitro(s): Rich Grady |

| 23 de mayo de 2002 | Ecuador | 0:1 (0:0) | Senegal               | Axis Bird Stadium, Tottori (Tottori), Japón |  |
|                    |         | Reporte   | R. Guerrón 69' (a.g.) |                                             |  |

## Lista de jugadores
| No. | Pos. | Jugador                                                                 | Fecha de nacimiento (edad)         | Apa. | Goles | Club                         |
| --- | ---- | ----------------------------------------------------------------------- | ---------------------------------- | ---- | ----- | ---------------------------- |
| 1   | POR  | José Francisco Cevallos                                                 | 17 de abril de 1971 (31 años)      | 53   | 0     | Barcelona S. C.              |
| 2   | DEF  | Augusto Poroso                                                          | 13 de abril de 1974 (28 años)      | 24   | 0     | C. S. Emelec                 |
| 3   | DEF  | [[Archivo:\|20x20px\|border\|Bandera de Esmeraldas]] Iván Hurtado 2.º   | 16 de agosto de 1974 (27 años)     | 79   | 2     | Barcelona S. C.              |
| 4   | DEF  | Ulises de la Cruz                                                       | 8 de febrero de 1974 (28 años)     | 48   | 4     | Hibernian F. C.              |
| 5   | MED  | Alfonso Obregón                                                         | 12 de mayo de 1972 (30 años)       | 37   | 0     | Liga Deportiva Universitaria |
| 6   | DEF  | Raúl Guerrón                                                            | 12 de octubre de 1976 (25 años)    | 22   | 0     | S. Deportivo Quito           |
| 7   | DEL  | Nicolás Asencio                                                         | 26 de abril de 1975 (27 años)      | 11   | 0     | Barcelona S. C.              |
| 8   | DEF  | Luis Gómez                                                              | 20 de abril de 1972 (30 años)      | 9    | 1     | Barcelona S. C.              |
| 9   | DEL  | [[Archivo:\|20x20px\|border\|Bandera de Pichincha]] Iván Kaviedes       | 24 de octubre de 1977 (24 años)    | 26   | 10    | Barcelona S. C.              |
| 10  | MED  | Álex Aguinaga                                                           | 9 de julio de 1968 (33 años)       | 79   | 18    | Club Necaxa                  |
| 11  | DEL  | Agustín Delgado                                                         | 23 de diciembre de 1974 (27 años)  | 42   | 19    | Southampton F. C.            |
| 12  | POR  | Johvani Ibarra                                                          | 8 de septiembre de 1969 (32 años)  | 20   | 0     | C. D. El Nacional            |
| 13  | MED  | Ángel Fernández                                                         | 2 de agosto de 1971 (30 años)      | 52   | 8     | C. D. El Nacional            |
| 14  | MED  | [[Archivo:\|20x20px\|border\|Bandera de Pichincha]] Juan Carlos Burbano | 15 de febrero de 1969 (33 años)    | 16   | 0     | C. D. El Nacional            |
| 15  | MED  | Marlon Ayoví                                                            | 27 de septiembre de 1971 (30 años) | 23   | 0     | S. Deportivo Quito           |
| 16  | MED  | Cléber Chalá                                                            | 29 de junio de 1971 (30 años)      | 57   | 5     | C. D. El Nacional            |
| 17  | DEF  | Giovanny Espinoza                                                       | 12 de abril de 1977 (25 años)      | 21   | 1     | S. D. Aucas                  |
| 18  | DEL  | [[Archivo:\|20x20px\|border\|Bandera de Esmeraldas]] Carlos Tenorio     | 14 de mayo de 1979 (23 años)       | 8    | 2     | Liga Deportiva Universitaria |
| 19  | MED  | Édison Méndez                                                           | 16 de marzo de 1979 (23 años)      | 23   | 2     | S. Deportivo Quito           |
| 20  | MED  | [[Archivo:\|20x20px\|border\|Bandera de Esmeraldas]] Edwin Tenorio      | 16 de junio de 1976 (25 años)      | 32   | 0     | Barcelona S. C.              |
| 21  | MED  | Wellington Sánchez                                                      | 19 de junio de 1974 (27 años)      | 31   | 3     | C. S. Emelec                 |
| 22  | POR  | Daniel Viteri                                                           | 12 de diciembre de 1981 (20 años)  | 0    | 0     | C. S. Emelec                 |
| 23  | DEF  | [[Archivo:\|20x20px\|border\|Bandera de Esmeraldas]] Walter Ayoví       | 11 de agosto de 1979 (22 años)     | 2    | 0     | C. S. Emelec                 |

Datos previos al inicio del torneo.

## Participación
- Los horarios corresponden a la hora de Japón (UTC+9) y del Ecuador continental (UTC-5).

### Partidos
| Fecha       | Lugar    | Instancia      | Local   |                    | Resultado |                    | Visitante |
| ----------- | -------- | -------------- | ------- | ------------------ | --------- | ------------------ | --------- |
| 3 de junio  | Sapporo  | Fase de grupos | Italia  | Bandera de Italia  | 2:0 (2:0) | Bandera de Ecuador | Ecuador   |
| 9 de junio  | Sendai   | Fase de grupos | México  | Bandera de México  | 2:1 (1:1) | Bandera de Ecuador | Ecuador   |
| 13 de junio | Yokohama | Fase de grupos | Ecuador | Bandera de Ecuador | 1:0 (0:0) | Bandera de Croacia | Croacia   |

### Fase de grupos - Grupo G
- Los horarios corresponden a la hora de Japón (UTC+9) y del Ecuador continental (UTC-5).

| Selección | Pts | PJ | PG | PE | PP | GF | GC | Dif |
| --------- | --- | -- | -- | -- | -- | -- | -- | --- |
| México    | 7   | 3  | 2  | 1  | 0  | 4  | 2  | +2  |
| Italia    | 4   | 3  | 1  | 1  | 1  | 4  | 3  | +1  |
| Croacia   | 3   | 3  | 1  | 0  | 2  | 2  | 3  | -1  |
| Ecuador   | 3   | 3  | 1  | 0  | 2  | 2  | 4  | -2  |

|  | Clasificados a los octavos de final. |

#### Italia vs. Ecuador
| 3 de junio | Italia        | 2:0 (2:0) | Ecuador | Sapporo Dome, Sapporo                                  |                                                        |
| 20:30      | Vieri 7', 27' | Reporte   |         | Asistencia: 31 810 espectadores Árbitro(s): Brian Hall | Asistencia: 31 810 espectadores Árbitro(s): Brian Hall |

| 1          | Guardameta     | Gianluigi Buffon    |     |
| 2          | Defensa        | Christian Panucci   |     |
| 13         | Defensa        | Alessandro Nesta    |     |
| 5          | Defensa        | Fabio Cannavaro     |     |
| 3          | Defensa        | Paolo Maldini       |     |
| 19         | Centrocampista | Gianluca Zambrotta  |     |
| 14         | Centrocampista | Luigi Di Biagio     | 69' |
| 17         | Centrocampista | Damiano Tommasi     |     |
| 11         | Centrocampista | Cristiano Doni      | 64' |
| 10         | Delantero      | Francesco Totti     | 74' |
| 21         | Delantero      | Christian Vieri     |     |
| Entrenador | Entrenador     | Giovanni Trapattoni |     |

| 1          | Guardameta     | José Francisco Cevallos |     |
| 4          | Defensa        | Ulises de la Cruz       |     |
| 3          | Defensa        | Iván Hurtado            |     |
| 2          | Defensa        | Augusto Poroso          |     |
| 6          | Defensa        | Raúl Guerrón            |     |
| 19         | Centrocampista | Édison Méndez           |     |
| 20         | Centrocampista | Edwin Tenorio           | 59' |
| 5          | Centrocampista | Alfonso Obregón         |     |
| 16         | Centrocampista | Cléber Chalá            | 85' |
| 10         | Delantero      | Álex Aguinaga           | 46' |
| 11         | Delantero      | Agustín Delgado         |     |
| Entrenador | Entrenador     | Hernán Darío Gómez      |     |

| 16 | Centrocampista | Angelo Di Livio      | 64' |
| 8  | Centrocampista | Gennaro Gattuso      | 69' |
| 7  | Delantero      | Alessandro Del Piero | 74' |

| 18 | Delantero      | Carlos Tenorio  | 46' |
| 15 | Defensa        | Marlon Ayoví    | 59' |
| 7  | Centrocampista | Nicolás Asencio | 85' |

| Anotado | 7'  | Christian Vieri | 1–0 |
| Anotado | 27' | Christian Vieri | 2–0 |

| Amonestado | 81' | Fabio Cannavaro |

| Amonestado | 14' | Augusto Poroso    |
| Amonestado | 49' | Ulises de la Cruz |
| Amonestado | 54' | Cléber Chalá      |

| Árbitro             | Brian Hall     |
| Árbitros asistentes | Héctor Vergara |
| Árbitros asistentes | Philip Sharp   |
| Cuarto árbitro      | Terje Hauge    |

| 1          | Guardameta     | Gianluigi Buffon    |     |
| 2          | Defensa        | Christian Panucci   |     |
| 13         | Defensa        | Alessandro Nesta    |     |
| 5          | Defensa        | Fabio Cannavaro     |     |
| 3          | Defensa        | Paolo Maldini       |     |
| 19         | Centrocampista | Gianluca Zambrotta  |     |
| 14         | Centrocampista | Luigi Di Biagio     | 69' |
| 17         | Centrocampista | Damiano Tommasi     |     |
| 11         | Centrocampista | Cristiano Doni      | 64' |
| 10         | Delantero      | Francesco Totti     | 74' |
| 21         | Delantero      | Christian Vieri     |     |
| Entrenador | Entrenador     | Giovanni Trapattoni |     |

| 1          | Guardameta     | José Francisco Cevallos |     |
| 4          | Defensa        | Ulises de la Cruz       |     |
| 3          | Defensa        | Iván Hurtado            |     |
| 2          | Defensa        | Augusto Poroso          |     |
| 6          | Defensa        | Raúl Guerrón            |     |
| 19         | Centrocampista | Édison Méndez           |     |
| 20         | Centrocampista | Edwin Tenorio           | 59' |
| 5          | Centrocampista | Alfonso Obregón         |     |
| 16         | Centrocampista | Cléber Chalá            | 85' |
| 10         | Delantero      | Álex Aguinaga           | 46' |
| 11         | Delantero      | Agustín Delgado         |     |
| Entrenador | Entrenador     | Hernán Darío Gómez      |     |

| 16 | Centrocampista | Angelo Di Livio      | 64' |
| 8  | Centrocampista | Gennaro Gattuso      | 69' |
| 7  | Delantero      | Alessandro Del Piero | 74' |

| 18 | Delantero      | Carlos Tenorio  | 46' |
| 15 | Defensa        | Marlon Ayoví    | 59' |
| 7  | Centrocampista | Nicolás Asencio | 85' |

| Anotado | 7'  | Christian Vieri | 1–0 |
| Anotado | 27' | Christian Vieri | 2–0 |

| Amonestado | 81' | Fabio Cannavaro |

| Amonestado | 14' | Augusto Poroso    |
| Amonestado | 49' | Ulises de la Cruz |
| Amonestado | 54' | Cléber Chalá      |

| Árbitro             | Brian Hall     |
| Árbitros asistentes | Héctor Vergara |
| Árbitros asistentes | Philip Sharp   |
| Cuarto árbitro      | Terje Hauge    |

| \| Estadísticas \| \| \| \| Tiros \| 14 \| 8 \| \| Tiros a puerta \| 9 \| 5 \| \| Faltas \| 19 \| 18 \| \| Saques de esquina \| 5 \| 8 \| \| Penaltis \| 0 \| 0 \| \| Fueras de juego \| 6 \| 2 \| \| Posesión del balón \| 40 % \| 60 % \| | Alineación inicial |                    |
| Estadísticas | Bandera de Italia  | Bandera de Ecuador |
| Tiros | 14                 | 8                  |
| Tiros a puerta | 9                  | 5                  |
| Faltas | 19                 | 18                 |
| Saques de esquina | 5                  | 8                  |
| Penaltis | 0                  | 0                  |
| Fueras de juego | 6                  | 2                  |
| Posesión del balón | 40 %               | 60 %               |

#### México vs. Ecuador
| 9 de junio | México                     | 2:1 (1:1) | Ecuador    | Estadio de Miyagi, Sendai                                |                                                          |
| 15:30      | Borgetti 28' · Torrado 57' | Reporte   | Delgado 5' | Asistencia: 45 610 espectadores Árbitro(s): Mourad Daami | Asistencia: 45 610 espectadores Árbitro(s): Mourad Daami |

| 1          | Guardameta     | Oscar Pérez       |       |
| 5          | Defensa        | Manuel Vidrio     |       |
| 4          | Defensa        | Rafael Márquez    |       |
| 16         | Defensa        | Salvador Carmona  |       |
| 6          | Centrocampista | Gerardo Torrado   |       |
| 21         | Centrocampista | Jesús Arellano    |       |
| 18         | Centrocampista | Johan Rodríguez   | 87'   |
| 11         | Centrocampista | Braulio Luna      |       |
| 7          | Centrocampista | Ramón Morales     |       |
| 10         | Delantero      | Cuauhtémoc Blanco | 90+3' |
| 9          | Delantero      | Jared Borgetti    | 77'   |
| Entrenador | Entrenador     | Javier Aguirre    |       |

| 1          | Guardameta     | José Francisco Cevallos |     |
| 4          | Defensa        | Ulises de la Cruz       |     |
| 3          | Defensa        | Iván Hurtado            |     |
| 2          | Defensa        | Augusto Poroso          |     |
| 6          | Defensa        | Raúl Guerrón            |     |
| 19         | Centrocampista | Édison Méndez           |     |
| 20         | Centrocampista | Edwin Tenorio           | 35' |
| 5          | Centrocampista | Alfonso Obregón         | 58' |
| 16         | Centrocampista | Cléber Chalá            |     |
| 11         | Delantero      | Agustín Delgado         |     |
| 9          | Delantero      | Iván Kaviedes           | 53' |
| Entrenador | Entrenador     | Hernán Darío Gómez      |     |

| 15 | Delantero      | Luis Hernández    | 77'   |
| 19 | Centrocampista | Gabriel Caballero | 87'   |
| 13 | Centrocampista | Sigifredo Mercado | 90+3' |

| 15 | Centrocampista | Marlon Ayoví   | 35' |
| 18 | Delantero      | Carlos Tenorio | 53' |
| 10 | Centrocampista | Álex Aguinaga  | 58' |

| Anotado | 28' | Jared Borgetti  | 1–1 |
| Anotado | 57' | Gerardo Torrado | 2–1 |

| Anotado | 5' | Agustín Delgado | 0–1 |

| Amonestado | 65' | Gerardo Torrado |

| Amonestado | 15' | Iván Kaviedes           |
| Amonestado | 27' | José Francisco Cevallos |
| Amonestado | 49' | Raúl Guerrón            |
| Amonestado | 61' | Carlos Tenorio          |
| Amonestado | 87' | Agustín Delgado         |

| Árbitro             | Mourad Daami       |
| Árbitros asistentes | Taoufik Adjengui   |
| Árbitros asistentes | Haidar Koleit      |
| Cuarto árbitro      | Kim Milton Nielsen |

| 1          | Guardameta     | Oscar Pérez       |       |
| 5          | Defensa        | Manuel Vidrio     |       |
| 4          | Defensa        | Rafael Márquez    |       |
| 16         | Defensa        | Salvador Carmona  |       |
| 6          | Centrocampista | Gerardo Torrado   |       |
| 21         | Centrocampista | Jesús Arellano    |       |
| 18         | Centrocampista | Johan Rodríguez   | 87'   |
| 11         | Centrocampista | Braulio Luna      |       |
| 7          | Centrocampista | Ramón Morales     |       |
| 10         | Delantero      | Cuauhtémoc Blanco | 90+3' |
| 9          | Delantero      | Jared Borgetti    | 77'   |
| Entrenador | Entrenador     | Javier Aguirre    |       |

| 1          | Guardameta     | José Francisco Cevallos |     |
| 4          | Defensa        | Ulises de la Cruz       |     |
| 3          | Defensa        | Iván Hurtado            |     |
| 2          | Defensa        | Augusto Poroso          |     |
| 6          | Defensa        | Raúl Guerrón            |     |
| 19         | Centrocampista | Édison Méndez           |     |
| 20         | Centrocampista | Edwin Tenorio           | 35' |
| 5          | Centrocampista | Alfonso Obregón         | 58' |
| 16         | Centrocampista | Cléber Chalá            |     |
| 11         | Delantero      | Agustín Delgado         |     |
| 9          | Delantero      | Iván Kaviedes           | 53' |
| Entrenador | Entrenador     | Hernán Darío Gómez      |     |

| 15 | Delantero      | Luis Hernández    | 77'   |
| 19 | Centrocampista | Gabriel Caballero | 87'   |
| 13 | Centrocampista | Sigifredo Mercado | 90+3' |

| 15 | Centrocampista | Marlon Ayoví   | 35' |
| 18 | Delantero      | Carlos Tenorio | 53' |
| 10 | Centrocampista | Álex Aguinaga  | 58' |

| Anotado | 28' | Jared Borgetti  | 1–1 |
| Anotado | 57' | Gerardo Torrado | 2–1 |

| Anotado | 5' | Agustín Delgado | 0–1 |

| Amonestado | 65' | Gerardo Torrado |

| Amonestado | 15' | Iván Kaviedes           |
| Amonestado | 27' | José Francisco Cevallos |
| Amonestado | 49' | Raúl Guerrón            |
| Amonestado | 61' | Carlos Tenorio          |
| Amonestado | 87' | Agustín Delgado         |

| Árbitro             | Mourad Daami       |
| Árbitros asistentes | Taoufik Adjengui   |
| Árbitros asistentes | Haidar Koleit      |
| Cuarto árbitro      | Kim Milton Nielsen |

| \| Estadísticas \| \| \| \| Tiros \| 11 \| 7 \| \| Tiros a puerta \| 7 \| 4 \| \| Faltas \| 10 \| 20 \| \| Saques de esquina \| 3 \| 3 \| \| Penaltis \| 0 \| 0 \| \| Fueras de juego \| 7 \| 2 \| \| Posesión del balón \| 62 % \| 38 % \| | Alineación inicial |                    |
| Estadísticas | Bandera de México  | Bandera de Ecuador |
| Tiros | 11                 | 7                  |
| Tiros a puerta | 7                  | 4                  |
| Faltas | 10                 | 20                 |
| Saques de esquina | 3                  | 3                  |
| Penaltis | 0                  | 0                  |
| Fueras de juego | 7                  | 2                  |
| Posesión del balón | 62 %               | 38 %               |

#### Ecuador vs. Croacia
| 13 de junio | Ecuador    | 1:0 (0:0) | Croacia | Estadio Internacional, Yokohama                            |                                                            |
| 20:30       | Méndez 48' | Reporte   |         | Asistencia: 65 862 espectadores Árbitro(s): William Mattus | Asistencia: 65 862 espectadores Árbitro(s): William Mattus |

| 1          | Guardameta     | José Francisco Cevallos |     |
| 4          | Defensa        | Ulises de la Cruz       |     |
| 3          | Defensa        | Iván Hurtado            |     |
| 2          | Defensa        | Augusto Poroso          |     |
| 6          | Defensa        | Raúl Guerrón            |     |
| 19         | Centrocampista | Édison Méndez           |     |
| 15         | Centrocampista | Marlon Ayoví            |     |
| 5          | Centrocampista | Alfonso Obregón         | 40' |
| 16         | Centrocampista | Cléber Chalá            |     |
| 18         | Delantero      | Carlos Tenorio          | 76' |
| 11         | Delantero      | Agustín Delgado         |     |
| Entrenador | Entrenador     | Hernán Darío Gómez      |     |

| 1          | Guardameta     | Stipe Pletikosa |     |
| 15         | Defensa        | Daniel Šarić    | 68' |
| 20         | Defensa        | Dario Šimić     | 52' |
| 21         | Defensa        | Robert Kovač    |     |
| 3          | Defensa        | Josip Šimunić   |     |
| 17         | Defensa        | Robert Jarni    |     |
| 4          | Centrocampista | Stjepan Tomas   |     |
| 10         | Centrocampista | Niko Kovač      | 59' |
| 5          | Centrocampista | Milan Rapaić    |     |
| 18         | Delantero      | Ivica Olić      |     |
| 11         | Delantero      | Alen Bokšić     |     |
| Entrenador | Entrenador     | Mirko Jozić     |     |

| 10 | Centrocampista | Álex Aguinaga | 40' |
| 9  | Delantero      | Iván Kaviedes | 76' |

| 7  | Delantero      | Davor Vugrinec | 52' |
| 16 | Delantero      | Jurica Vranješ | 59' |
| 13 | Centrocampista | Mario Stanić   | 68' |

| Anotado | 48' | Édison Méndez | 1–0 |

| Amonestado | 86' | Cléber Chalá |

| Amonestado | 72'   | Stjepan Tomas |
| Amonestado | 90+2' | Josip Šimunić |

| Árbitro             | William Mattus    |
| Árbitros asistentes | Miguel Giacomuzzi |
| Árbitros asistentes | Roland van Nylen  |
| Cuarto árbitro      | Mark Shield       |

| 1          | Guardameta     | José Francisco Cevallos |     |
| 4          | Defensa        | Ulises de la Cruz       |     |
| 3          | Defensa        | Iván Hurtado            |     |
| 2          | Defensa        | Augusto Poroso          |     |
| 6          | Defensa        | Raúl Guerrón            |     |
| 19         | Centrocampista | Édison Méndez           |     |
| 15         | Centrocampista | Marlon Ayoví            |     |
| 5          | Centrocampista | Alfonso Obregón         | 40' |
| 16         | Centrocampista | Cléber Chalá            |     |
| 18         | Delantero      | Carlos Tenorio          | 76' |
| 11         | Delantero      | Agustín Delgado         |     |
| Entrenador | Entrenador     | Hernán Darío Gómez      |     |

| 1          | Guardameta     | Stipe Pletikosa |     |
| 15         | Defensa        | Daniel Šarić    | 68' |
| 20         | Defensa        | Dario Šimić     | 52' |
| 21         | Defensa        | Robert Kovač    |     |
| 3          | Defensa        | Josip Šimunić   |     |
| 17         | Defensa        | Robert Jarni    |     |
| 4          | Centrocampista | Stjepan Tomas   |     |
| 10         | Centrocampista | Niko Kovač      | 59' |
| 5          | Centrocampista | Milan Rapaić    |     |
| 18         | Delantero      | Ivica Olić      |     |
| 11         | Delantero      | Alen Bokšić     |     |
| Entrenador | Entrenador     | Mirko Jozić     |     |

| 10 | Centrocampista | Álex Aguinaga | 40' |
| 9  | Delantero      | Iván Kaviedes | 76' |

| 7  | Delantero      | Davor Vugrinec | 52' |
| 16 | Delantero      | Jurica Vranješ | 59' |
| 13 | Centrocampista | Mario Stanić   | 68' |

| Anotado | 48' | Édison Méndez | 1–0 |

| Amonestado | 86' | Cléber Chalá |

| Amonestado | 72'   | Stjepan Tomas |
| Amonestado | 90+2' | Josip Šimunić |

| Árbitro             | William Mattus    |
| Árbitros asistentes | Miguel Giacomuzzi |
| Árbitros asistentes | Roland van Nylen  |
| Cuarto árbitro      | Mark Shield       |

| \| Estadísticas \| \| \| \| Tiros \| 10 \| 10 \| \| Tiros a puerta \| 4 \| 5 \| \| Faltas \| 21 \| 18 \| \| Saques de esquina \| 4 \| 8 \| \| Penaltis \| 0 \| 0 \| \| Fueras de juego \| 2 \| 3 \| \| Posesión del balón \| 51 % \| 49 % \| | Alineación inicial |                    |
| Estadísticas | Bandera de Ecuador | Bandera de Croacia |
| Tiros | 10                 | 10                 |
| Tiros a puerta | 4                  | 5                  |
| Faltas | 21                 | 18                 |
| Saques de esquina | 4                  | 8                  |
| Penaltis | 0                  | 0                  |
| Fueras de juego | 2                  | 3                  |
| Posesión del balón | 51 %               | 49 %               |

## Estadísticas

### Participación de jugadores
| N.° | Pos        | Jugador                 | PJ | Minutos jugados | Goles recibidos | Atajos | Tarjetas amarillas | Doble tarjeta amarilla y roja | Tarjetas rojas |
| --- | ---------- | ----------------------- | -- | --------------- | --------------- | ------ | ------------------ | ----------------------------- | -------------- |
| 1   | Guardameta | José Francisco Cevallos | 3  | 270             | 4               | 17     | 1                  | 0                             | 0              |
| 12  | Guardameta | Johvani Ibarra          | 0  | 0               | 0               | 0      | 0                  | 0                             | 0              |
| 22  | Guardameta | Daniel Viteri           | 0  | 0               | 0               | 0      | 0                  | 0                             | 0              |

| N.° | Pos            | Jugador             | PJ | Minutos jugados | Goles | Asistencias | Tarjetas Amarillas | Doble tarjeta amarilla y roja | Tarjetas rojas |
| --- | -------------- | ------------------- | -- | --------------- | ----- | ----------- | ------------------ | ----------------------------- | -------------- |
| 2   | Defensa        | Augusto Poroso      | 3  | 270             | 0     | 0           | 1                  | 0                             | 0              |
| 3   | Defensa        | Iván Hurtado        | 3  | 270             | 0     | 0           | 0                  | 0                             | 0              |
| 4   | Defensa        | Ulises de la Cruz   | 3  | 270             | 0     | 1           | 1                  | 0                             | 0              |
| 5   | Centrocampista | Alfonso Obregón     | 3  | 188             | 0     | 0           | 0                  | 0                             | 0              |
| 6   | Defensa        | Raúl Guerrón        | 3  | 270             | 0     | 0           | 1                  | 0                             | 0              |
| 7   | Delantero      | Nicolás Asencio     | 1  | 5               | 0     | 0           | 0                  | 0                             | 0              |
| 8   | Defensa        | Luis Gómez          | 0  | 0               | 0     | 0           | 0                  | 0                             | 0              |
| 9   | Delantero      | Iván Kaviedes       | 2  | 67              | 0     | 0           | 1                  | 0                             | 0              |
| 10  | Centrocampista | Álex Aguinaga       | 3  | 129             | 0     | 0           | 0                  | 0                             | 0              |
| 11  | Delantero      | Agustín Delgado     | 3  | 270             | 1     | 1           | 1                  | 0                             | 0              |
| 13  | Centrocampista | Ángel Fernández     | 0  | 0               | 0     | 0           | 0                  | 0                             | 0              |
| 14  | Centrocampista | Juan Carlos Burbano | 0  | 0               | 0     | 0           | 0                  | 0                             | 0              |
| 15  | Centrocampista | Marlon Ayoví        | 3  | 176             | 0     | 0           | 0                  | 0                             | 0              |
| 16  | Centrocampista | Cléber Chalá        | 3  | 265             | 0     | 0           | 2                  | 0                             | 0              |
| 17  | Defensa        | Giovanny Espinoza   | 0  | 0               | 0     | 0           | 0                  | 0                             | 0              |
| 18  | Delantero      | Carlos Tenorio      | 3  | 158             | 0     | 0           | 1                  | 0                             | 0              |
| 19  | Centrocampista | Édison Méndez       | 3  | 270             | 1     | 0           | 0                  | 0                             | 0              |
| 20  | Centrocampista | Edwin Tenorio       | 2  | 94              | 0     | 0           | 0                  | 0                             | 0              |
| 21  | Centrocampista | Wellington Sánchez  | 0  | 0               | 0     | 0           | 0                  | 0                             | 0              |
| 23  | Defensa        | Walter Ayoví        | 0  | 0               | 0     | 0           | 0                  | 0                             | 0              |

### Goleadores
| N.°   | Jugador         | Anotado | PJ | Prom. | Jugada | Cabeza | TL | Penal |
| ----- | --------------- | ------- | -- | ----- | ------ | ------ | -- | ----- |
| 1     | Agustín Delgado | 1       | 3  | 0.33  | 0      | 1      | 0  | 0     |
| 1     | Édison Méndez   | 1       | 3  | 0.33  | 1      | 0      | 0  | 0     |
| Total | Total           | 2       | 3  | 0.67  | 1      | 1      | 0  | 0     |

### Asistencias
| N.°   | Jugador           | Asistencia | Jugada | Cabeza | TL | SdE |
| ----- | ----------------- | ---------- | ------ | ------ | -- | --- |
| 1     | Ulises de la Cruz | 1          | 1      | 0      | 0  | 0   |
| 1     | Agustín Delgado   | 1          | 0      | 1      | 0  | 0   |
| Total | Total             | 2          | 1      | 1      | 0  | 0   |